# Project Loon

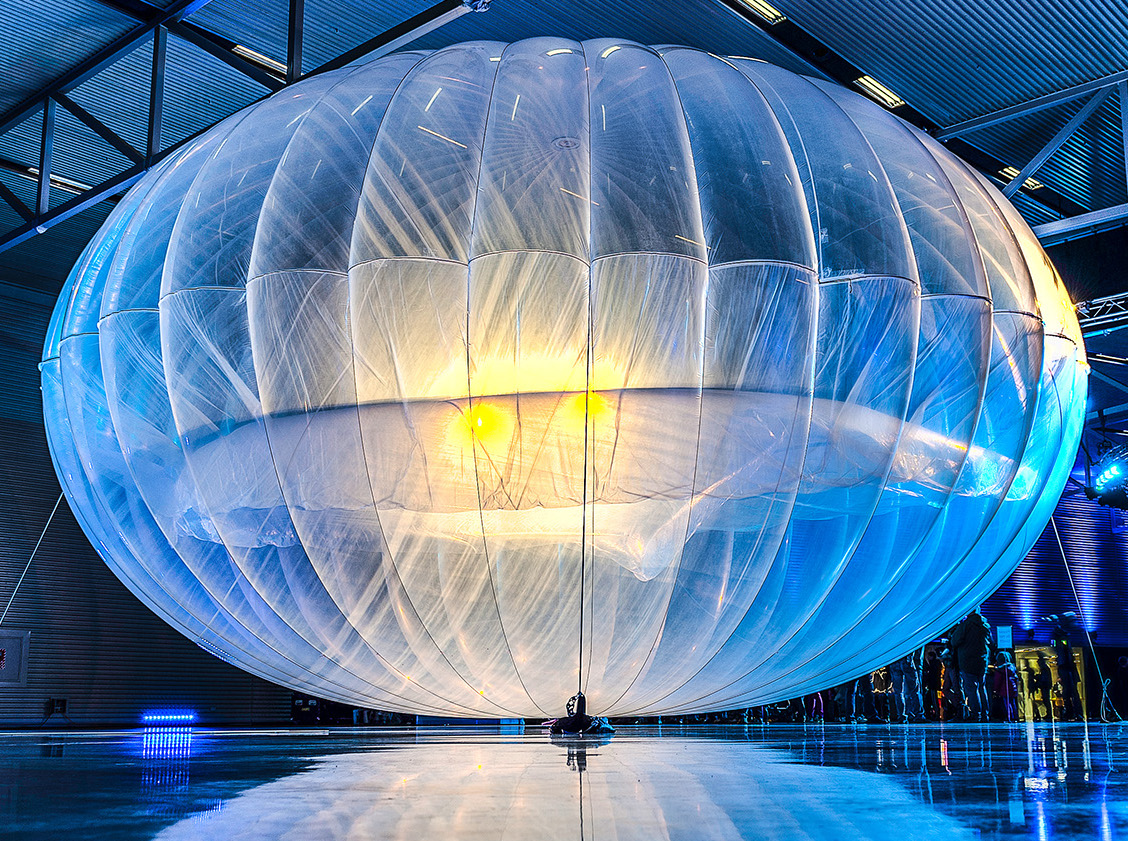
Ballon bei einer Projektveranstaltung

Loon (anfangs Project Loon) war ein US-amerikanisches Tochterunternehmen der Holding Alphabet Inc., das abgelegene Gegenden mit einem Internetzugang über Heliumballons in der Stratosphäre versorgen sollte.

## Hintergrund
Loon entstand als Forschungsprojekt bei Google.
Da der Aufwand in abgelegenen Gebieten für den Internetzugang über ein terrestrisches Netz zu groß ist, sollte ein Netz von solarbetriebenen Relaisstationen auf Gasballonen in der Stratosphäre aufgebaut werden.
Das Vorhaben wurde zunächst von der firmeneigenen Forschungsabteilung X geleitet.
Im Juli 2018 wurde Loon aus der Forschungsabteilung als eigenständige Tochter von Alphabet Inc., der Muttergesellschaft von Google, ausgelagert.
Eine Suche nach externen Investoren scheiterte jedoch; der jährliche Finanzierungsbedarf wurde zuletzt auf USD 100 Mio. geschätzt;
so dass Loon im Januar 2021 bekannt gab, dass die Dienste beendet und das Geschäft abgewickelt werden sollte:
ein großflächiger Einsatz könne nicht ökonomisch betrieben werden;
auch wenn das System sich in Notsituationen nach Katastrophen bewährt hätte, waren die laufenden Betriebskosten zu hoch, und zu wenige der möglichen Nutzer hätten über die notwendigen 4G-Telefone verfügt. Zudem könne das System langfristig nicht gegen aufkommende Satellitennetzwerke wie Starlink konkurrieren.

## Tests und Einsätze
Bereits im Juni 2013 wurde das Projekt über Neuseeland mit 30 Ballons getestet. Ca. 50 Einwohner der Stadt Christchurch konnten an dem Test teilnehmen. Im Mai 2014 gab es einen erneuten Test in Brasilien. Ein weiterer Test des Ballons erfolgte über der südlichen Hemisphäre mit einem Rekordflug über 187 Tage.
Ende Juli 2015 gab Sri Lanka bekannt, dass es das erste Land ist, das einen landesweiten Internetzugang durch Project Loon erhalten sollte.
Der erste Einsatz von Loon erfolgte im Oktober 2017 in dem US-amerikanischen Außengebiet Puerto Rico, nachdem der Hurrikan Maria die Telefonverbindung für einen Großteil der 3,4 Millionen Bewohner der Insel zerstört hatte.
Anfang 2019 wurde in Kooperation mit der Telkom Kenya ein Mobilfunknetz mit den solarbetriebenen Heliumballons eingerichtet.

## Funktionsweise
Um unabhängig vom Wetter agieren zu können und keine Gefahr für den Flugverkehr darzustellen, sollten die Project Loon Ballons bis auf eine Höhe von 20 km über dem Erdboden aufsteigen. In dieser Höhe ändert sich die Windrichtung bereits bei wenigen Metern Höhenunterschied, sodass die Ballons durch Auf- und Absteigen gezielt ihre Flugrichtung beeinflussen können. Ein von Google entwickelter Algorithmus sollte hierbei garantieren, dass der Ballon vollkommen autonom agieren kann und abhängig von der gewünschten Flugrichtung selbstständig auf- und absteigt. Gleichzeitig sollten die Ballons fähig sein, untereinander zu kommunizieren, um somit automatisch ein komplettes Kommunikationsnetzwerk aufbauen zu können.
Aufgrund des geringen Luftdrucks und des fehlenden Schutzes vor UV-Strahlung in der Stratosphäre bedarf es einer speziellen Konstruktion bei der Entwicklung der Ballons. So bestand die Hülle jedes Ballons aus einem speziellen Kevlar-Gemisch und war 0,3 Millimeter dick. Die Ballons waren zwölf Meter hoch und 15 Meter breit. Um bei einem Notfall keine Gefahr für Menschen darzustellen, besaß jeder Ballon des Loon-Projekts einen Fallschirm.
Die Energieversorgung garantierten mehrere Solar-Zellen, die bis zu 100 Watt bereitstellen konnten. Um auch in der Nacht funktionsfähig zu sein, wurde eine Batterie benutzt. Die Reichweite, in der ein Ballon Internet über LTE bereitstellen sollte, betrug 40 km.